# Schönfeld (Landkreis Meißen)
Schönfeld ist eine Gemeinde in Sachsen im Nordosten des Landkreises Meißen, direkt an der sächsisch-brandenburgischen Grenze und unweit der Königsbrücker Heide gelegen. Sie ist Sitz der Verwaltungsgemeinschaft Schönfeld.

## Geographie
Die umliegenden Gemeinden sind im Norden die Gemeinden Ortrand und Kroppen im Landkreis Oberspreewald-Lausitz des Bundeslandes Brandenburg. Im Nordosten und Osten schließt sich die Gemeinde Thiendorf an im Süden die Gemeinde Ebersbach und im Osten die Gemeinde Lampertswalde im Landkreis Meißen. Die Bundesstraße 98 verbindet den Ort Schönfeld in östlicher Richtung mit der Bundesautobahn 13, die durch das Gemeindegebiet verläuft. Die Stadt Großenhain liegt 25 Kilometer westlich von Schönfeld.
Der Ort wurde auf saalekaltzeitlichen Sedimenten mit Grauwackedurchragungen in einer Geländemulde eines bei Liega entspringenden Baches angelegt. Die Gemarkung des Ortes reicht ostwärts bis zur Bundesautobahn 13. Südlich der Gemeinde erstreckt sich die Kienheide, ein ausgedehntes Waldgebiet.

### Ortsgliederung
Zur Gemeinde Schönfeld gehören die Ortsteile Schönfeld, Kraußnitz, Liega, Linz und Böhla b. Ortrand.

## Geschichte
Im Jahr 1216 erfolgt die erste urkundliche Erwähnung. Tammo de Sconevelt wird als Zeuge bei der Übertragung des Dorfes und der Kirche Zadel durch den Markgrafen Dietrich an das Kloster Altzella genannt.
1455 wurde ein Jorg von der Saale mit Schloss und Dorf Schönfeld sowie weiteren Dörfern im näheren Umkreis belehnt.
Am 1. Juli 1950 wurde die bis dahin eigenständige Gemeinde Liega eingegliedert.

## Politik

### Gemeinderat
Seit der Gemeinderatswahl am 9. Juni 2024 verteilen sich die 14 Sitze des Gemeinderates folgendermaßen auf die einzelnen Gruppierungen:
- AfD: 5 Sitze
- CDU: 4 Sitze
- Freie Wähler Schönfeld (FWS): 4 Sitze
- Wählervereinigung Kraußnitz (WVK): 1 Sitz

| Gemeinderat ab 2024Insgesamt 14 Sitze - FWS: 4 - WVK: 1 - CDU: 4 - AfD: 5 | Wahlvorschlag               | 2024   | 2024   | 2019   | 2019   | 2014   | 2014   |
| Gemeinderat ab 2024Insgesamt 14 Sitze - FWS: 4 - WVK: 1 - CDU: 4 - AfD: 5 | Wahlvorschlag               | Sitze  | in %   | Sitze  | in %   | Sitze  | in %   |
| Gemeinderat ab 2024Insgesamt 14 Sitze - FWS: 4 - WVK: 1 - CDU: 4 - AfD: 5 | AfD                         | 5      | 34,0   | 4      | 29,1   | –      | –      |
| Gemeinderat ab 2024Insgesamt 14 Sitze - FWS: 4 - WVK: 1 - CDU: 4 - AfD: 5 | CDU                         | 4      | 31,6   | 5      | 29,2   | 7      | 45,1   |
| Gemeinderat ab 2024Insgesamt 14 Sitze - FWS: 4 - WVK: 1 - CDU: 4 - AfD: 5 | Freie Wähler Schönfeld      | 4      | 25,8   | 3      | 21,4   | –      | –      |
| Gemeinderat ab 2024Insgesamt 14 Sitze - FWS: 4 - WVK: 1 - CDU: 4 - AfD: 5 | Wählervereinigung Kraußnitz | 1      | 8,6    | 1      | 9,4    | 1      | 8,1    |
| Gemeinderat ab 2024Insgesamt 14 Sitze - FWS: 4 - WVK: 1 - CDU: 4 - AfD: 5 | BI „Für unsere Gemeinde“    | –      | –      | 1      | 10,9   | 2      | 13,5   |
| Gemeinderat ab 2024Insgesamt 14 Sitze - FWS: 4 - WVK: 1 - CDU: 4 - AfD: 5 | DSU                         | –      | –      | –      | –      | 4      | 27,3   |
| Gemeinderat ab 2024Insgesamt 14 Sitze - FWS: 4 - WVK: 1 - CDU: 4 - AfD: 5 | Linke                       | –      | –      | –      | –      | –      | 6,0    |
| Gemeinderat ab 2024Insgesamt 14 Sitze - FWS: 4 - WVK: 1 - CDU: 4 - AfD: 5 | Wahlbeteiligung             | 74,3 % | 74,3 % | 72,8 % | 72,8 % | 64,1 % | 64,1 % |

### Bürgermeister
Bürgermeister ist seit 2022 Falk Lindenau.
| Wahl | Bürgermeister       | Vorschlag | Wahlergebnis (in %) |
| ---- | ------------------- | --------- | ------------------- |
| 2022 | Falk Lindenau       | Lindenau  | 60,2                |
| 2015 | Hans-Joachim Weigel | DSU       | 85,2                |
| 2008 | Hans-Joachim Weigel | DSU       | 99,1                |
| 2001 | Hans-Joachim Weigel | DSU       | 70,2                |

## Religion
54 % der Einwohner sind Lutheraner, 2 % Katholiken. Die Kirchen in Schönfeld und Linz gehören zum Pfarrbereich Ponickau im Kirchenbezirk Meißen-Großenhain der Evangelisch-Lutherischen Landeskirche Sachsens. Die wenigen Katholiken sind dem katholischen Pfarramt St. Katharina im 15 km entfernten Großenhain zugeordnet.

## Sehenswürdigkeiten
- Herrenhaus in Böhla
- Mehl- und Sägemühle in Böhla

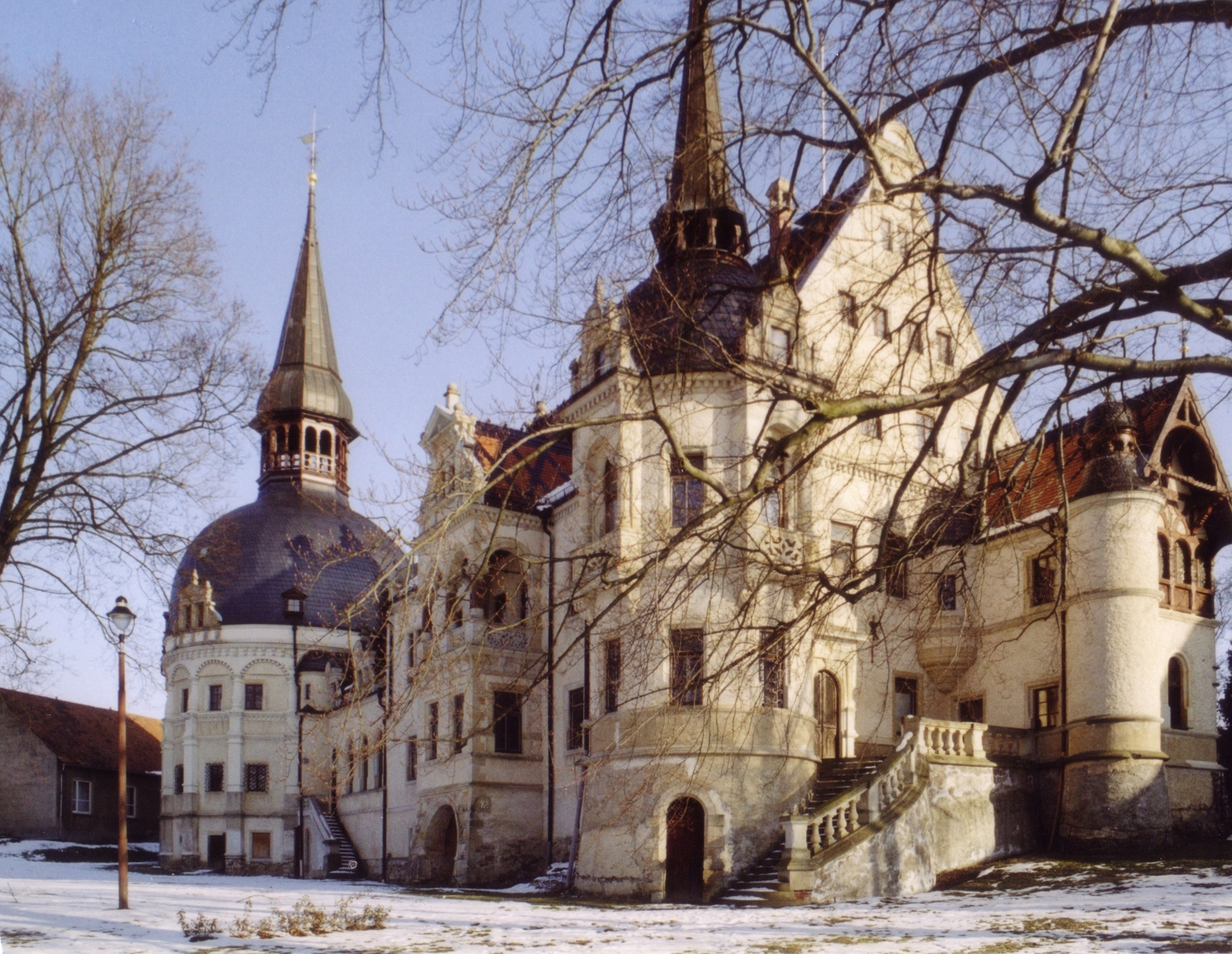
Schloss Schönfeld

- Schloss Schönfeld, ein Neorenaissanceschloss, ursprünglich aus dem Jahr 1216
- Kirche Schönfeld (Meißen), eine schlichte Saalkirche mit Turm von 1769, mehrfach umgebaut

## Regelmäßige Veranstaltungen
- Schönfelder Schlossweihnacht
- Heimatfest in Schönfeld
- Hochzeitsmesse im Schloss Schönfeld

## Persönlichkeiten
- Maximilian Dathe von Burgk (1853–1931), deutscher Montanunternehmer und Politiker
- Wolfgang Eras (1843–1892), Volkswirt und Autor
- Margarethe von der Sahla (1522–1566), zweite Ehefrau von Landgraf Philipp von Hessen